# Malacky
Malacky (in tedesco Malatzka, in ungherese Malacka) è una città della Slovacchia, capoluogo del distretto omonimo nella regione di Bratislava.
La cittadina ha dato i natali a Stefan Lux (1888-1936), giornalista, scrittore e attivista politico antifascista e a Ivan Dérer (1884-1973) politico socialdemocratico, deputato e più volte ministro.